# Earl
Earl is een Britse adellijke titel van dezelfde rang als het Nederlandse en Belgische graaf. De titel is afgeleid van de Angelsaksische en Scandinavische titel jarl. Een jarl was een gekozen hoofdman, bijvoorbeeld van een rooftocht. In de praktijk was dat vaak een rijk man die de middelen had de expeditie voor een groot deel te financieren. Een andere benaming destijds was ook wel waterkoning, omdat vele jarls bij of aan het water woonden (waar hun schepen voor plunderingen geankerd lagen) en vaak een aanzienlijke macht hadden. In de latere middeleeuwen werd het een erfelijke titel, te vergelijken met graaf (Noorwegen, Denemarken, Engeland en Schotland) of hertog (Zweden).
In de vroege middeleeuwen was het een rang gelijk aan hertog, maar toen dit niet meer door de Franse adel werd erkend, omdat er te veel earls in Engeland waren (het was daar toen de enige rang tussen baron en koning), heeft Eduard III van Engeland in 1355 de belangrijkste earls de titel duke gegeven — te beginnen met zijn eigen zoon, de Zwarte Prins, als Duke of Cornwall — terwijl alle heren die in aanzien ongeveer met een count overeenkwamen de rang van earl behielden. Hun vrouwen heten tegenwoordig countess.
Het lag tegelijkertijd eigenlijk in de bedoeling om in de Honderdjarige Oorlog het gros van de Engelse hoge adel boven de Franse te verheffen door een tussenrang tussen hertog en graaf erkend te laten worden, maar de maatregel leidde veeleer tot een devaluatie van earl tot graaf, hoewel de eerste titel toch nog net iets meer cachet heeft. In 1382 maakte Richard II van Engeland de earl lager in rang dan de marquess, net zoals op het continent een markies hoger is dan een graaf. De earl heeft de aanspreektitel right honourable. Als een Engelse of Schotse duke ook nog heer is van een earldom, heeft zijn oudste zoon als hoffelijkheidstitel earl.